# Lüthy Balmer Stocker
Lüthy Balmer Stocker (rechtlich: Lüthy + Stocker AG) ist das größte familiengeführte Buchhandelsunternehmen in der Schweiz (nationaler Marktanteil rund 10 Prozent) und gehört zu den größten Sortimentsbuchhandlungen im deutschsprachigen Raum.
Das Unternehmen hat seine Wurzeln in einer von den Brüdern Karl August und Friedrich Sauerländer aus Aarau (Verlag Sauerländer) 1838 in Solothurn gegründeten Buchhandlung, die 1841 an Louis Jent (Gründer der Zeitung  Der Bund) überging und 1898 von dessen einstigem Lehrling Adolf Lüthy sen. übernommen wurde, 1978 umgewandelt in eine Aktiengesellschaft; sie ist damit auch eine der ältesten Buchhandlungen der Schweiz. 1995 wurde die ebenfalls traditionsreiche Buchhandlung Stocker in Luzern übernommen, danach erfolgte der Zusammenschluss mit Balmer in Zug. Zur Gruppe gehören heute vierundzwanzig Filialen (Stand November 2024) und bereits seit 1996 der Onlineshop buchhaus.ch.
Das Stammhaus in Solothurn befindet sich seit 1838 am gleichen Ort an der Gurzelngasse. Weitere Filialen befinden sich in Aarau, Biel (grösste zweisprachige Buchhandlung der Schweiz), Freiburg im Üechtland, Grenchen, Luzern, Schaffhausen (Bücher Schoch), Schwyz, Stans (Einkaufszentrum Länderpark), Steinhausen ZG (Einkaufszentrum Zugerland), Wallisellen (im Glattzentrum), Winterthur, Zug und Zürich (in der Sihlcity). 
Die Gruppe beschäftigte mit Stand 2012 etwa 200 Mitarbeiter, davon waren 10 Prozent in Ausbildung, und erzielte einen Umsatz von rund 60 Millionen Franken. Im Jahr 2013 wurde Lüthy Balmer Stocker mit dem Solothurner Unternehmerpreis ausgezeichnet.